# Cheryl Blossom
Cheryl Marjorie Blossom é uma personagem fictícia do universo da Archie Comics. Cheryl é filha de Clifford e Penelope Blossom, irmã gêmea de Jason Blossom, ela é uma adolescente rica, a filha privilegiada de um empresário. É interpretada por Madelaine Petsch na série de televisão Riverdale, da emissora americana The CW.

## História
Cheryl Blossom foi introduzida em 1982 em Betty and Veronica nº 320 como um terceiro interesse amoroso por Archie Andrews, mas ela e seu irmão gêmeo Jason desapareceram dois anos depois.
Nos anos 80, quando várias séries de universos alternativos foram publicadas, Cheryl foi um personagem recorrente no título de curta duração Archie's Explorers of the Unknown, ela apareceu como Blaze Blossom.
A personagem foi reintroduzida na continuidade principal e de volta à vida de Archie Andrews durante a série de quatro partes "Love Showdown", em 1994. Durante a série, Archie recebe uma carta de Cheryl, que afirma que ela retornará a Riverdale. Archie, apaixonado por garotas como sempre, decide manter o retorno de Cheryl em segredo de Betty Cooper e Veronica Lodge. Cheryl retorna a Riverdale, deixando os leitores imaginando quem Archie escolherá no final.
Cheryl apareceu em várias histórias em quadrinhos ao longo dos anos, incluindo sua própria série. Em uma história, foi revelado que um ancestral de Archie uma vez se apaixonou por um ancestral das costas de Cheryl na Escócia. Em outra história, ela decide se juntar a uma banda chamada "The Sugar Girls" (uma paródia da popular banda "Spice Girls") porque Ginger Sugar havia abandonado o grupo. Na maioria das histórias, Cheryl se comporta de uma maneira que reflete sua riqueza e educação. Ela é muito orgulhosa de sua riqueza e, ocasionalmente, disputas com Veronica sobre quem leva o estilo de vida mais extravagante. Ela pode ser egoísta e manipuladora, às vezes conspirando para atrair Archie para longe de Betty e Veronica. Há histórias em que Cheryl é rude e condescendente com os "moradores da cidade" de Riverdale e, às vezes, apenas aparecendo como um antagonista de Betty e Veronica. Outras vezes, particularmente nas histórias de sua série, Cheryl pode ser gentil e carinhosa. Ela cuida de seu cachorro, um Pomeranian chamado Sugar, e resgata animais em necessidade. Em histórias com Betty, Veronica e Cheryl, Cheryl é geralmente a mais aventureira. Cheryl é popular dentro de sua multidão de Pembrooke e popular entre os garotos de Riverdale, mas odiada pelas garotas por sua natureza de flerte, suas manipulações e sua atratividade.
Em Archie & Friends nº 145, Cheryl tem 18 anos.
Cheryl Blossom foi classificada em 92º lugar na lista "100 mulheres mais sexy na história dos quadrinhos" do Comics Buyer's Guide.

## Amigos e família
Cheryl tem um irmão gêmeo, Jason, um rival arrogante de Archie. Jason está apaixonado por Polly, apesar de afirmar que namora garotas ricas. Cheryl nunca reclamou da escolha de garotas. Ela muitas vezes mostra apoio total ao irmão.
Em um ponto, na história "Undercover Blossom", Cheryl decidiu que ela tentaria entrar na Riverdale High sob falsos pretextos. Ela escolheu o apelido de "Shirley Merriwether" e, a princípio, ninguém achou nada errado, até que ela resolveu causar problemas (ou seja, enviar cartas de amor falsas e roubar alguns papéis) e então armar para Archie, quase transformando seus amigos contra ele. Ela quase conseguira destruir a amizade deles para sempre, mas foi frustrada quando o Sr. Weatherbee descobriu seus documentos de matrícula fraudulentos. Na noite seguinte, os pais de Cheryl, que haviam sido informados de seu engano pelo Sr. Weatherbee, expuseram toda a fraude ao embaraço de Cheryl. Sua punição era que ela iria ao Riverdale High.
Betty se tornou a melhor amiga de Cheryl na história de três partes, após Veronica ter humilhado Cheryl, Veronica acabou se desculpando publicamente. Cheryl, reconquistando a amizade de Betty. No final dos anos 90, Cheryl começou a namorar Dilton Doiley. Sem conhecer a verdadeira identidade um do outro, se apaixonaram, conheceram na vida real e decidiram continuar seu relacionamento romântico, embora isso tenha sido largamente ignorado em histórias posteriores. Em um ponto, Reggie e Cheryl começaram a namorar porque ambos tinham mentes diabólicas e eram muito parecidas. O relacionamento deles não foi bem-sucedido, então Cheryl apareceu em um programa de namoro. Em um evento de pesquisa de opinião, a Archie Comics finalmente deu a Cheryl um novo namorado, com os leitores votando nos potenciais namorados do programa: o guru de cabelos loiros Austin, o gênio da computação Brandon e o chef gourmet George, de cabeça raspada. O vencedor do 'concurso' foi George.
A irmã mais nova de Raj Patel, Tina Patel, que foi apresentada à Archie Comics em 2007, foi escrita para a série de televisão da The CW, Riverdale, que é descrita como uma versão subversiva dos quadrinhos e dos personagens de Archie. Tina Patel é escalada como uma das melhores amigas de Cheryl Blossom.

## Outras versões

### Afterlife with Archie
Cheryl junto com seu irmão Jason aparecem na série de quadrinhos de zumbis adultos de 2013 Afterlife with Archie. Jason expressa ciúmes com Archie. Mais tarde, ele afirma que quer envelhecer juntos sozinho com Cheryl, sem ninguém para incomodá-los ou julgá-los. Na edição 7, após investigar com seu irmão, ela retorna sozinha, coberta de sangue.

### Life with Archie: The Married Life
Em 2010, Cheryl Blossom fez uma aparição na primeira edição da série, Life with Archie: The Married Life. Ela era vista como uma atriz abandonada em Los Angeles. Foi revelado que seus pais a cortaram financeiramente porque eles desaprovaram que ela se mudasse para lá para se tornar uma atriz. Seu irmão, Jason, que foi revelado que estava trabalhando para o Sr. Lodge.

### New Riverdale
Cheryl Blossom apareceu em Archie nº 13, sua primeira aparição em uma série de New Riverdale. Ela foi apresentada como a abelha rainha de Pembrooke que não está interessada em fazer amizade com a recém-transferida Veronica lodge

## Em outras mídias

### Live-action

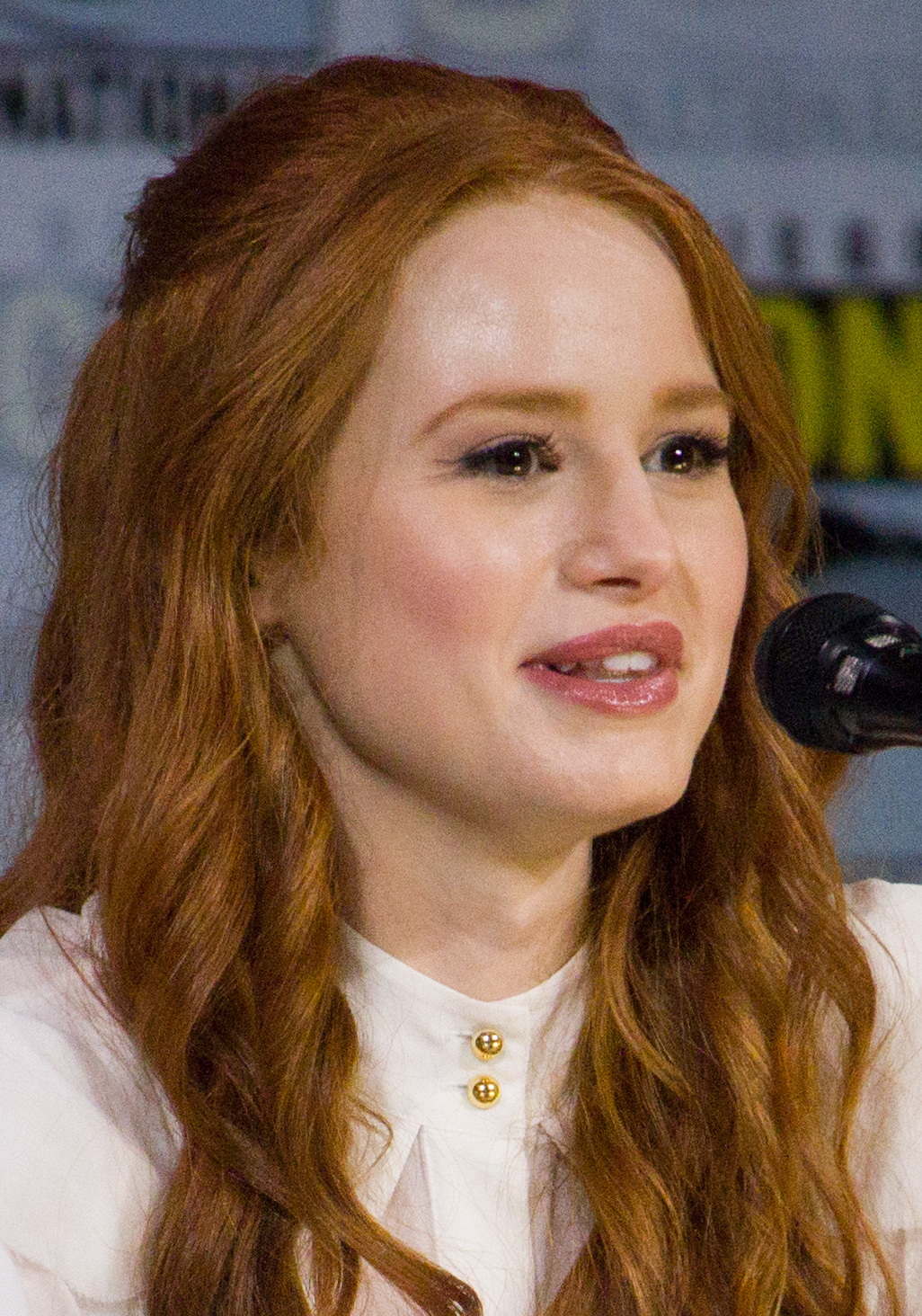
Madelaine Petsch interpreta Cheryl em Riverdale.

Cheryl Blossom aparece na série de drama adolescente da The CW Riverdale, interpretada por Madelaine Petsch. Ela é retratada como a garota malvada da Riverdale High School, uma "garota rica, autoritária e manipuladora que recentemente perdeu seu irmão gêmeo em um acidente misterioso". Ela também é filha de Penelope e Clifford Blossom, que operam Blossom Maple Farms, que produz a principal exportação da cidade de xarope de bordo, entre outras coisas. Na segunda temporada, é revelado que Cheryl é na verdade lésbica, mas por ter sido considerada "doente" por sua mãe quando mais nova, cresceu tentando reprimir seu verdadeiro eu. Mais tarde, ela começa um relacionamento com Toni Topaz.